# 玉風福太郎
玉風 福太郎（たまかぜ ふくたろう、1928年7月28日 - 没年不明 ）は、群馬県吾妻郡中之条町出身で若松部屋に所属した元大相撲力士。本名は本多 福太郎（ほんだ ふくたろう）。身長180cm、体重87kg。最高位は東十両4枚目。得意手は左四つ、投げ。

## 来歴
1948年10月場所で初土俵。新序で好成績を残すと、序ノ口、序二段と連続して優勝するなど勢いは止まらず、初土俵から5場所で幕下に昇進した。幕下でも好成績を残し、1952年1月場所に十両に昇進。この場所は6勝9敗と負け越し、1場所で幕下に陥落するが、1953年1月場所に十両に復帰すると、十両に定着する。3月場所では10勝5敗の好成績を挙げ、優勝争いを演じたが惜しくも次点に終わる。その後は一進一退の状態が続いていたが、
1955年1月場所では久々に好調な土俵を披露し、再び10勝5敗の好成績をあげ優勝を争うもまたしても次点に終わった。翌3月場所は自己最高位となる東十両4枚目まで番付を上げるが、4勝11敗と大きく負け越し、入幕はならなかった。
1957年1月場所は東十両20枚目で3勝12敗の大負け。翌3月場所で幕下に陥落。
1957年9月場所限りで廃業。廃業後は運送業に従事した。

## 主な成績
- 通算成績：238勝221敗2休 勝率.519
- 十両成績：125勝145敗 勝率.463
- 現役在位：33場所
- 十両在位：18場所
- 各段優勝
  - 序二段優勝：1回（1949年5月場所）
  - 序ノ口優勝：1回（1949年1月場所）

### 場所別成績
| 1948年 （昭和23年） | x                     | x                 | x                       | 新序 4–1               |
| 1949年 （昭和24年） | 東序ノ口筆頭 優勝 9–3 | x                 | 東序二段3枚目 優勝 13–2 | 西三段目12枚目 10–5    |
| 1950年 （昭和25年） | 西幕下24枚目 10–5     | x                 | 東幕下12枚目 8–7        | 西幕下10枚目 8–7       |
| 1951年 （昭和26年） | 西幕下7枚目 5–10      | x                 | 東幕下15枚目 9–6        | 西幕下7枚目 10–5       |
| 1952年 （昭和27年） | 西十両16枚目 6–9      | x                 | 西幕下3枚目 5–10        | 東幕下8枚目 11–4       |
| 1953年 （昭和28年） | 西十両18枚目 8–7      | 東十両18枚目 10–5 | 西十両13枚目 5–10       | 東十両20枚目 8–7       |
| 1954年 （昭和29年） | 西十両19枚目 10–5     | 東十両7枚目 7–8   | 東十両8枚目 7–8         | 西十両10枚目 7–8       |
| 1955年 （昭和30年） | 西十両11枚目 10–5     | 東十両4枚目 4–11  | 西十両9枚目 6–9         | 西十両11枚目 6–9       |
| 1956年 （昭和31年） | 西十両15枚目 7–8      | 東十両16枚目 7–8  | 東十両17枚目 7–8        | 東十両19枚目 7–8       |
| 1957年 （昭和32年） | 東十両20枚目 3–12     | 東幕下2枚目 3–3–2 | 東幕下筆頭 3–5          | 東幕下5枚目 引退 5–3–0 |
| 各欄の数字は、「勝ち-負け-休場」を示す。 優勝 引退 休場 十両 幕下 三賞：敢=敢闘賞、殊=殊勲賞、技=技能賞 その他：★=金星 番付階級：幕内 - 十両 - 幕下 - 三段目 - 序二段 - 序ノ口 幕内序列：横綱 - 大関 - 関脇 - 小結 - 前頭（「#数字」は各位内の序列） |                       |                   |                         |                        |

## 改名歴
- 玉風 福太郎（たまかぜ ふくたろう）1948年10月場所 - 1956年3月場所
- 玉風 龍士郎（たまかぜ りゅうしろう）1956年5月場所 - 1956年9月場所
- 玉風 福太郎（たまかぜ ふくたろう）1957年1月場所 - 1957年9月場所